# مارغريت أ. ريكوسكي
مارغريت أ. ريكوفسكي (بالإنجليزية: Margaret A. Rykowski)‏ أميرال خلفي في بحرية الولايات المتحدة الاحتياطية وتعمل كنائبة جراح أسطول في قيادة القوات أسطول الولايات المتحدة الأمريكية ونائبة مدير التمريض في بحرية الولايات المتحدة الاحتياطية.
انضمت ريكوسكي إلى بحرية الولايات المتحدة الاحتياطية في عام 1987. استدعيت إلى العمل النشط في حرب الخليج الثانية وتم تعيينها في مستشفى بحرية أوكلاند. في وقت لاحق نقلت إلى مستشفى أوكلاند البحري بعد تسريحها من الخدمة الفعلية.
في عام 2003 تم استدعاؤها إلى الخدمة الفعلية للحرب في أفغانستان وتمركزت في بريميرتون في ولاية واشنطن. تم تعبئتها لاحقا إلى مركز لاندستوهل الطبي الإقليمي في ألمانيا. بعد عودتها تم تعيينها في أسطول الولايات المتحدة الثالث.